# Efor (državnik)
Efori su bili izabrani za vođe drevne Sparte i njenih kolonija Tarasa i Herakleje, te su dijelili vlast s dva spartanska kralja. Riječ "efori" (starogrčki grc. ἔφοροι éphoroi, oblik množine od grc. ἔφορος éphoros) dolazi od starogrčkog grc. ἐπί epi, "on" ili "preko", i grc. ὁράω horaō, "vidjeti", tj. "onaj koji nadgleda" ili "nadzornik". Efori su bili vijeće petorice spartanskih muškaraca koji su se birali svake godine i koji su se jednom mjesečno zaklinjali u ime države. Spartanski kraljevi su se, međutim, zaklinjali u svoje ime.